# Чемпионат КОНКАКАФ по пляжному футболу 2015
Квалификация на чемпионат мира по пляжному футболу 2015 для зоны КОНКАКАФ — континентальный турнир по пляжному футболу, который проходил с 28 марта по 4 апреля 2015 года в Сальвадор. Это первый раз, когда турнир будет проведен в стране Центральной Америки. Все матчи будут проходили на Estadio de Futbol Playa (Эстадио де Футбол Плая) (Коста-дель-Соль) в Ла-Пас (Сальвадор) с официальной вместимостью в 2000 мест.
Турнир служил отборочным турниром к Чемпионату мира по пляжному футболу FIFA для команд из Северной, Центральной Америки и Карибского бассейна, которые являются членами КОНКАКАФ, где две лучшие команды квалифицировались на чемпионат мира по пляжному футболу FIFA 2015 в Португалии. В финале Мексика победила Коста-Рику, обе команды квалифицировались на чемпионат мира по пляжному футболу FIFA 2015.

## Участвующие команды
16 национальных сборных на 26 января 2015 года.

| Северо-Америконская зона: - Мексика - США Центрально-Американская зона: - Белиз - Коста-Рика - Сальвадор (Хозяева) - Гватемала - Панама | Карибская зона: - Антигуа и Барбуда - Багамские Острова - Барбадос - Теркс и Кайкос - Американские Виргинские Острова - Гваделупа - Тринидад и Тобаго - Ямайка - Пуэрто-Рико |

Примечание: Гваделупа не является членом ФИФА не может претендовать на путевку на чемпионат мира по пляжному футболу.
Жеребьевка турнира состоялась 27 января 2015 года в 10:00 по местному времени, в Сан-Сальвадоре. 16 команд были разделены на четыре группы по четыре команды в каждой.

## Итоги
| квалифиц. на Чемпионат мира по пляжному футболу 2015 |

| Ранг | Команда                         |
| ---- | ------------------------------- |
| 1    | Мексика                         |
| 2    | Коста-Рика                      |
| 3    | Сальвадор                       |
| 4    | США                             |
| 5    | Тринидад и Тобаго               |
| 6    | Гватемала                       |
| 7    | Багамские Острова               |
| 8    | Ямайка                          |
| 9-16 | Антигуа и Барбуда               |
| 9-16 | Барбадос                        |
| 9-16 | Белиз                           |
| 9-16 | Гваделупа                       |
| 9-16 | Панама                          |
| 9-16 | Пуэрто-Рико                     |
| 9-16 | Теркс и Кайкос                  |
| 9-16 | Американские Виргинские Острова |

## Награды
| Лучший игрок (MVP) | Лучший бомбардир(s) | лучший вратарь |
| ------------------ | ------------------- | -------------- |
| Рамон Мальдонадо   | Франсиско Веласкес  | Мигель Эстрада |